# Tutova
Tutova è un comune della Romania di 3 716 abitanti, ubicato nel distretto di Vaslui, nella regione storica della Moldavia. 
Il comune è formato dall'unione di 6 villaggi: Bădeana, Ciortolom, Coroiu, Crivești, Tutova, Vizureni.
Nel 2004 si sono staccati da Tutova i villaggi di Borodeşti, Pochidia, Satu Nou e Sălceni, andati a formare il comune di Pochidia.